# Philip Meyer
Philip Meyer (Deshler, Nebraska , 22 de octubre de 1930-4 de noviembre de 2023) fue un periodista y profesor estadounidense, titular de la cátedra Knight de Periodismo en la Universidad de Carolina del Norte en Chapel Hill por sus investigaciones acerca de la calidad y precisión en el periodismo, del periodismo cívico, democracia, industria periodística y tecnología de la comunicación. Meyer obtuvo el premio Nieman Fellow en 1966-1967. Meyer era columnista en la sección de Opinión del periódico norteamericano USA Today.

## Biografía
Antes de ser profesor, en 1981, Meyer trabajó por veintiséis años en la industria periodística. De ellos, veintitrés fueron en la empresa Knight Ridder Inc, donde comenzó como reportero para el Miami Herald. En 1962 fue nombrado corresponsal en Washington para el periódico Akron Beacon Journal y entre 1978 y 1981 ascendió a director de noticias de investigación en la sede de la compañía Knight Ridder Inc. en Miami. Allí se convirtió en pionero del servicio en línea Viewtron.
Meyer utilizó durante su carrera periodística las nuevas tecnologías. Una de sus noticias donde utilizó la asistencia de computadoras fue en los disturbios de Detroit de 1967. Su investigación, basado en encuestas, fueron analizadas en un ordenador y mostraron que las personas que habían asistido a la universidad tenían la misma propensión a amotinarse que los que abandonaban la escuela secundaria.
El National Institute for Computer-Assisted Reporting instauró el premio de periodismo anual Philip Meyer, el cual reconoce la excelencia en el periodismo que ha usado métodos científicos y sociales de investigación.
El libro más reciente de Meyer son sus memorias: Paper Route: Finding My Way to Precision Journalism a memoir of his newspaper career.

## Muerte
Phillip Meyer murió de complicaciones originadas por la Enfermedad de Parkinson el 4 de noviembre de 2023 a la edad de 93 años.

## Obra de Philip Meyer
- Paper Route: Finding My Way to Precision Journalism a memoir of his newspaper career
- "The Vanishing Newspaper: Saving Journalism in the Information Age, Precision Journalism"
- "Ethical Journalism: a Guide for Students, Practitioners and Consumers"
- "The Newspaper Survival Book"